# Down to the Bone (álbum)
Down to the Bone es el octavo álbum de estudio de la banda estadounidense Quiet Riot. Fue publicado por Kamikaze Records en formato CD y casete en los Estados Unidos y Canadá solamente. Como el trabajo anterior de Quiet Riot de 1993 Terrified, este álbum fue publicado en formato CD en Japón por Alfa Records, Inc. Una nueva versión de la canción "Slam Dunk" (incluida en este disco como una pista adicional) sería incluida en el álbum Alive and Well de 1999.

## Lista de canciones
Todas las canciones por Frankie Banali, Cavazo, DuBrow, excepto donde se indique.
1. "Dig" - 5:50
2. "Pretty Pack o' Lies" - 4:41 (Ron Day)
3. "All Day and All of the Night" - 3:16 (Davies)
4. "Whatever It Takes" - 6:25
5. "Wings of a Cloud" - 5:07
6. "Trouble Again" - 5:57 (DuBrow, Cavazo, Banali, Rondinelli)
7. "Down to the Bone" - 4:31
8. "Voodoo Brew" - 5:48
9. "Monday Morning Breakdown" - 6:00
10. "Live Til It Hurts" - 5:23 (DuBrow, Cavazo, Banali, Brandstetter)
11. "Twisted" - 5:24
12. "All Wound Up" - 4:31 (DuBrow, Cavazo, Banali, Pavao)
13. "Hell or High Water" - 4:30
14. "Wings of a Cloud" - 1:26 [revisited]
15. "Slam Dunk" - 3:17 (Bonus Track)
16. "Love Can Change You" - 3:58 (Bonus Track)

## Personal

### Quiet Riot
- Kevin DuBrow - Voz.
- Carlos Cavazo - Guitarra principal.
- Chuck Wright - Bajo.
- Frankie Banali - Batería.

### Producción
- Kevin DuBrow - Productor
- Ron Sobol - Productor Ejecutivo
- Barry Connaly - Ingeniero
- Geoff Gibbs - Ingeniero
- Chris Minto - Ingeniero
- Eric S. Smith - Ingeniero Auxiliar
- Eric White - Ingeniero Auxiliar
- Ricky Delena - Mezclador
- Paul Tavenner - Masterizador
- Ioannis - Arte de la Portada
- Stephen Jacaruso - Diseño
- Diane Carter - Relaciones Públicas
- Jack Armstrong - Agendas
- Paige Lynn - Coordinador de Venta al por Menor
- Stephen Ashley - Representante Legal
- Dave Ivy - Coordinador de Gira